# Žernovka
Žernovka je vesnice, součást obce Mukařov, ležící v okrese Praha-východ, Středočeský kraj. Nachází se asi 0,5 km severně od Mukařova. Prochází tudy silnice II/113. 

## Historie
Počátky obce se datují přibližně do druhé poloviny 14. století. Většina geologického podloží v okolí obce je žulového charakteru, a proto se tu již od doby vzniku těžil kvalitní kámen. V dnešní době se v obci nachází jen jeden lom, ve kterém stále probíhá těžba, sedm lomů je zatopených a několik zasypaných. V minulosti bylo v této turisticky atraktivní krajině postaveno mnoho individuálních rekreačních objektů.

## Turistika
Okolí Žernovky spadá do svazku obcí Ladův kraj, prochází tudy naučná stezka Po stopách kameníků, u Babičky-rozcestníku, jenž leží v lese 1,5 km od zastavěného území Žernovky, vede i Zelená cesta Ladova kraje a stojí zde informační panel č. 10. Cyklistická trasa 1 je v úseku Babičky (rozcestník) – Ževnovka současně i značenou turistickou cestou pro pěší Jedná se o téměř nesjízdnou i neschůdnou „historickou“ cestu.

## Galerie

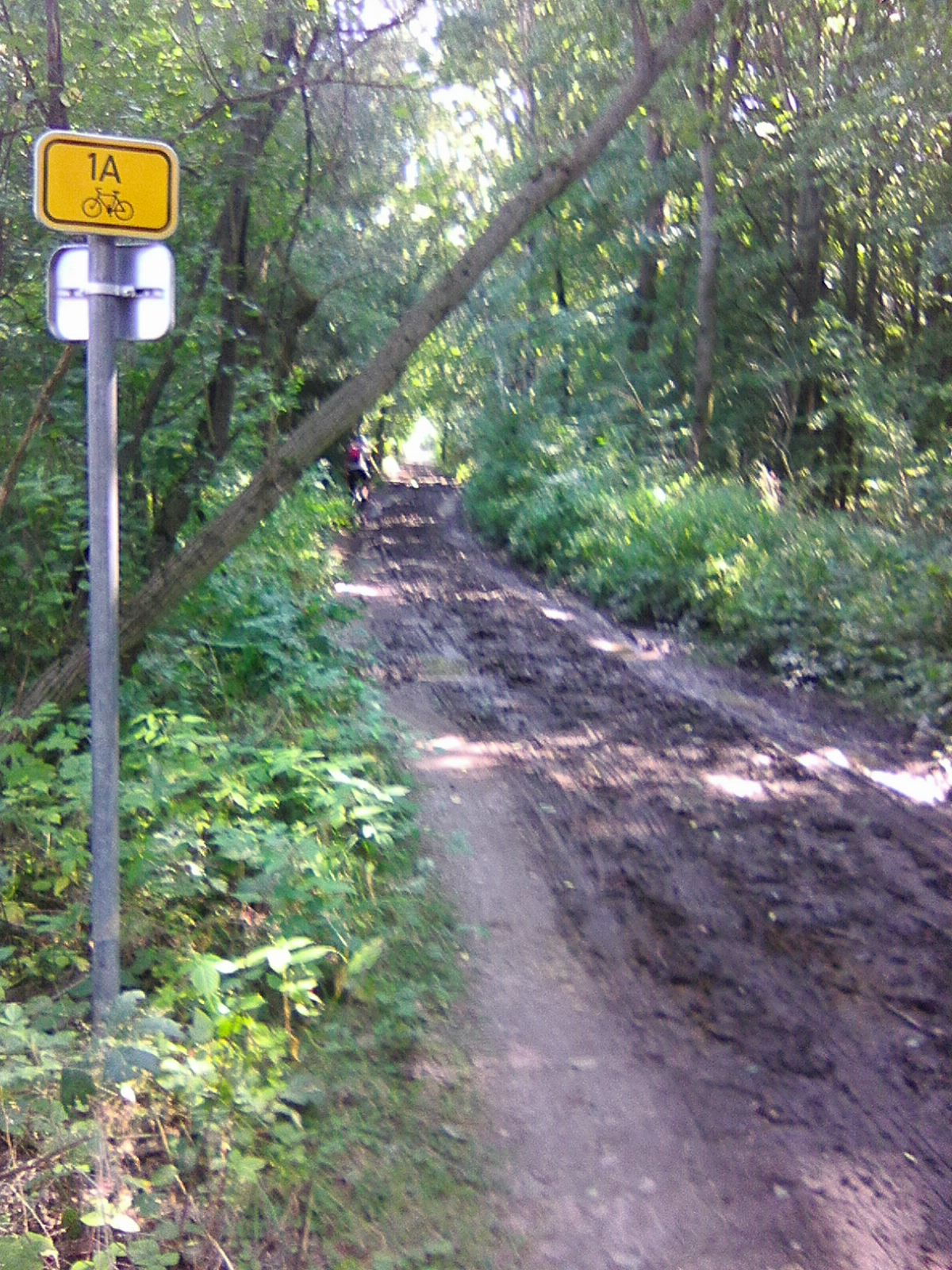
Cyklostezka 1A
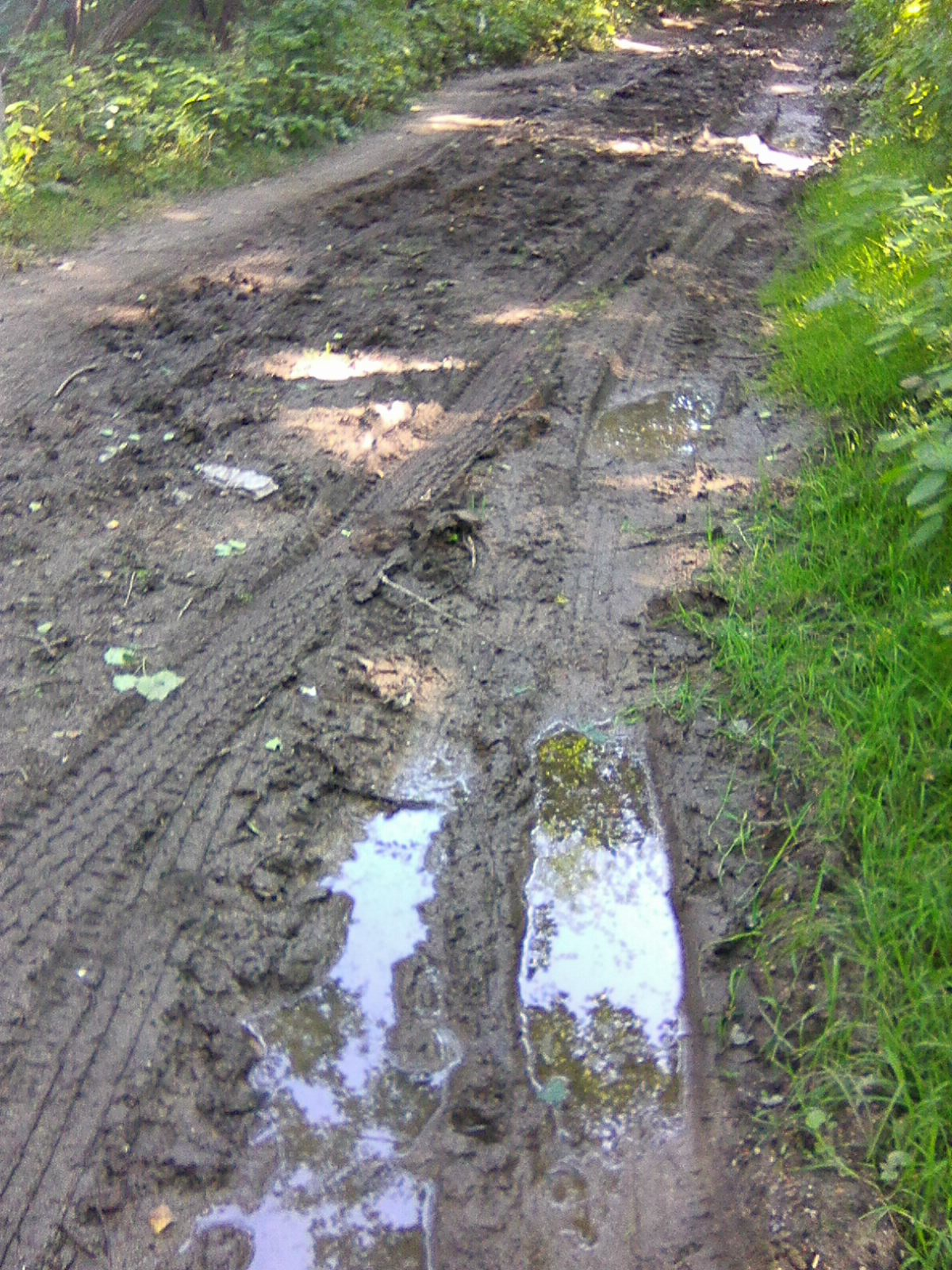
Detail cyklostezky 1A
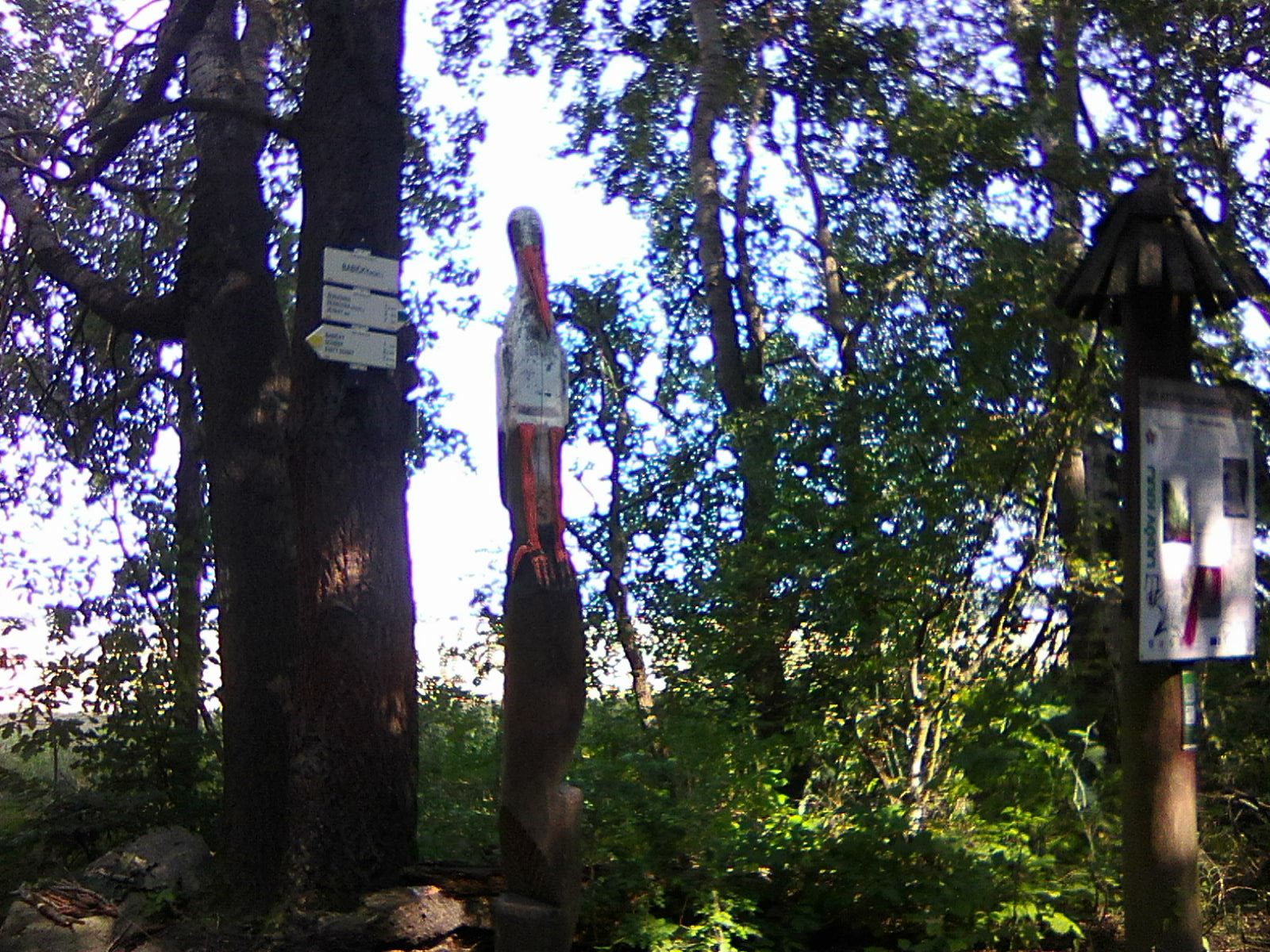
Babičky-rozcestník v Ladově kraji
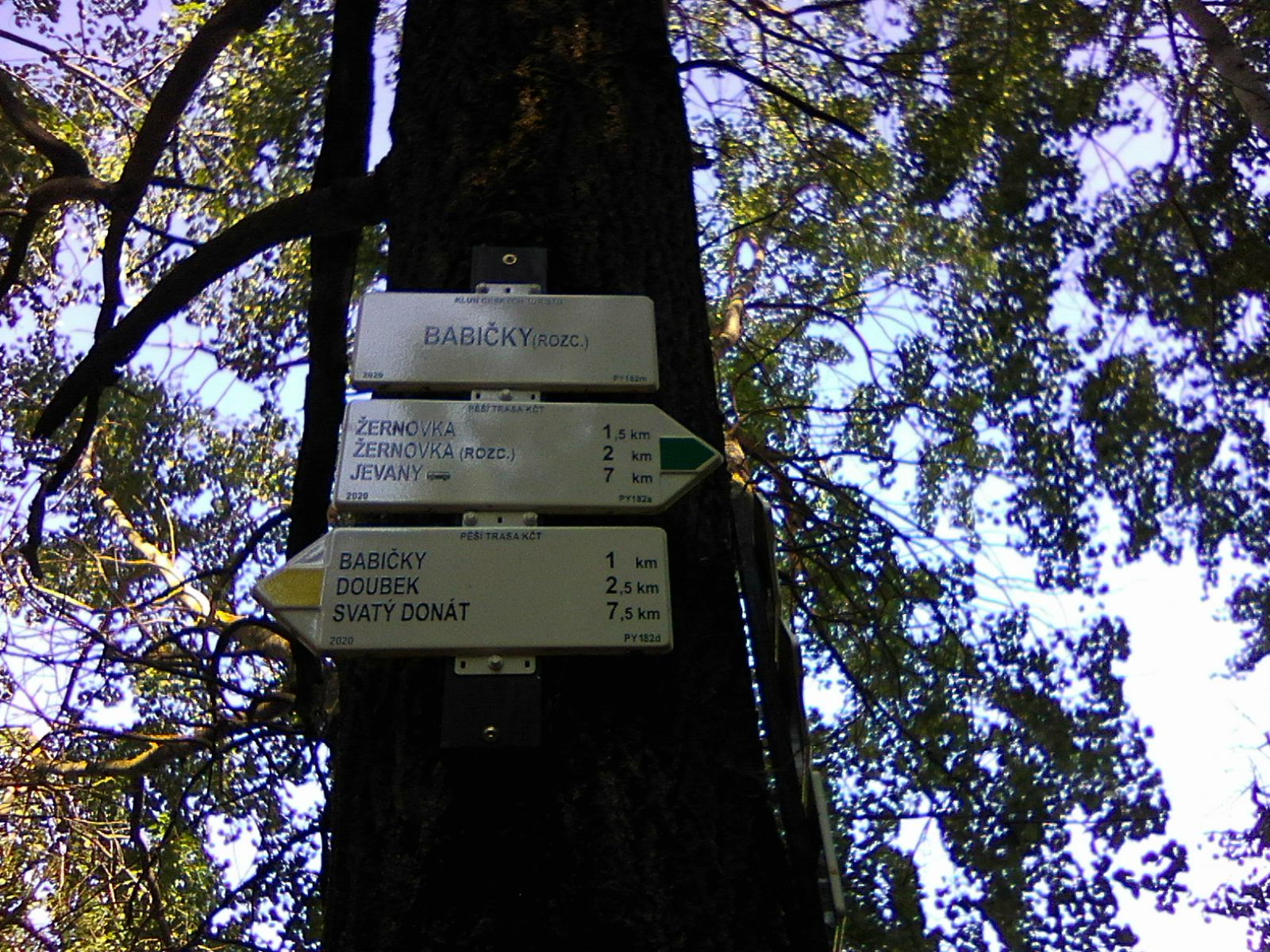
Rozcestník, detail